# Abraham Ángel
Abraham Ángel Card Valdés, né le 7 mars 1905 et mort le 27 octobre 1924, est un peintre mexicain qui a allié le style naïf français au nationalisme post-révolutionnaire de son époque.

## Biographie

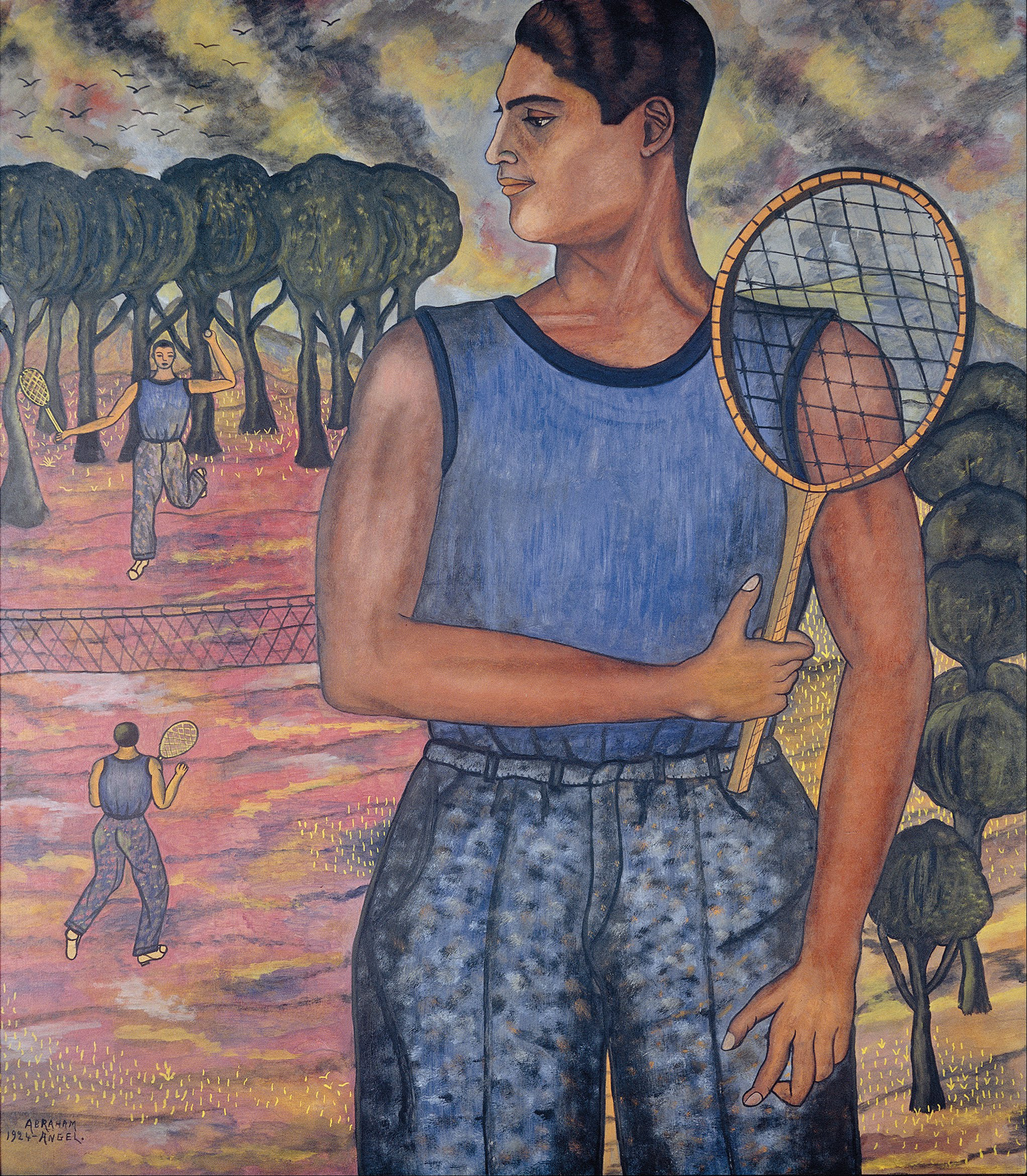
Portrait de Hugo Tilghman [Le joueur de tennis] (1924),, Museo Nacional de Arte.

Il est né dans un village de l'État de Mexico, El Oro, son père était un aventurier écossais qui abandonna très vite la mère de ses enfants. En quête d'une meilleure fortune, la famille s'est installée à Puebla où Abraham Ángel a passé son enfance.
À onze ans, il arrive à Mexico avec un de ses frères plus âgé. Il prend pour nom d'artiste son deuxième prénom, son père lui ayant interdit d'employer son patronyme « Card ».
À Mexico, Abraham Ángel devint l'élève puis l'amant du peintre Manuel Rodríguez Lozano, mais plus tard, Lozano lui préfère un autre jeune peintre, Julio Castellanos (es), qu'il prend comme protégé, abandonnant Abraham Ángel. Déprimé, il serait mort d'une overdose de morphine en 1924.
Ses peintures possèdent une remarquable fraîcheur et une grande richesse dans le choix et le mélange des couleurs. Cette innocence presque enfantine reflète une mexicanité qui ne s'embarrasse pas de clichés et qu'il sait animer de vibrants et subtils chromatismes[Interprétation personnelle ?].
De nos jours, ses rares œuvres, moins d'une vingtaine de tableaux, sont hautement prisées et mises en valeur dans les musées et les collections. On trouve plusieurs de ses toiles au Musée d'art moderne de Mexico, dans le parc de Chapultepec.